# کارالیوف (دهانه)
کارالیوف (انگلیسی: Korolev) یک دهانه برخوردی در مریخ است که به نام سرگئی کارالیوف، فضانورد شوروی سابق نامگذاری شده است. پهنای این دهانه، ۸۲ کیلومتر و ضخامت یخ آن ۱.۸ کیلومتر است.